# Fanshop

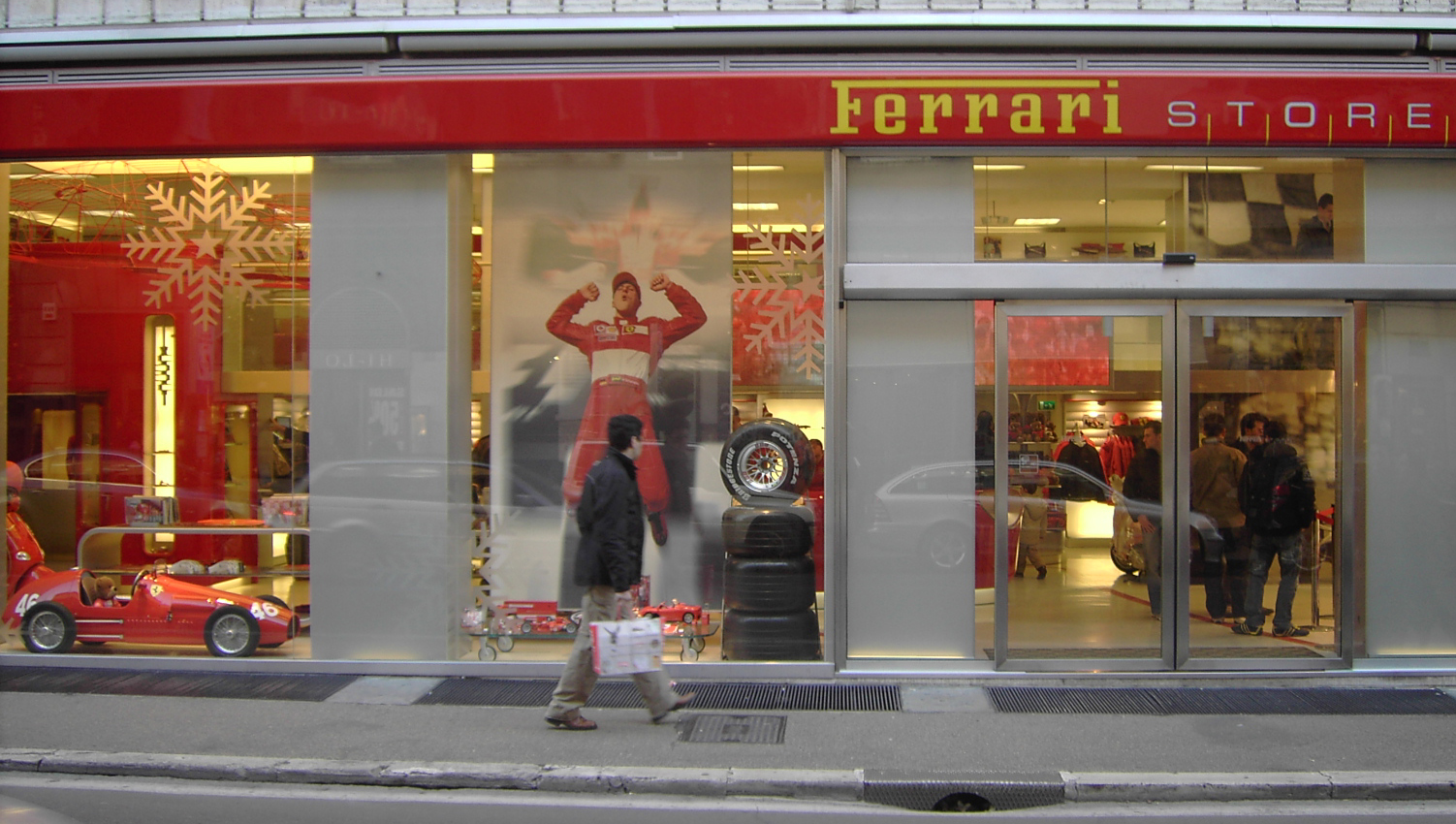
Ferrari-Fanshop in Rom

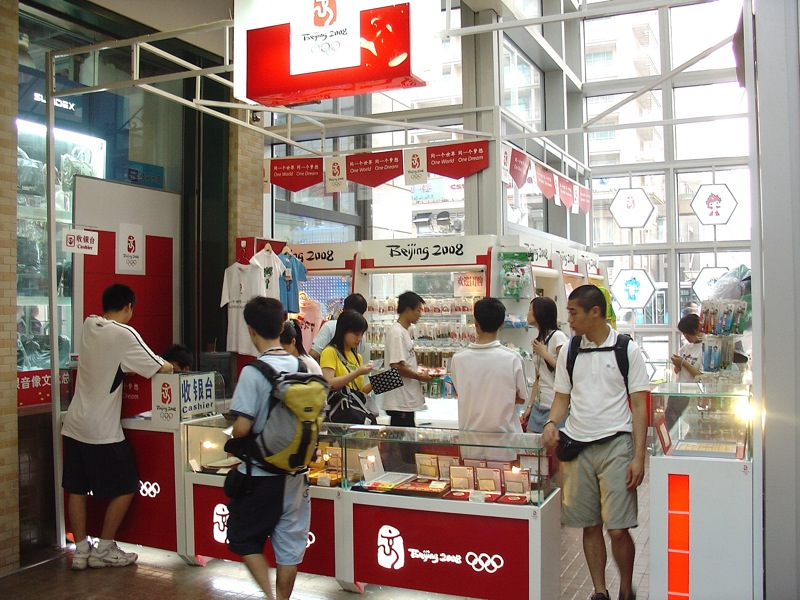
Fanshop für die Olympischen Sommerspiele 2008 in Peking

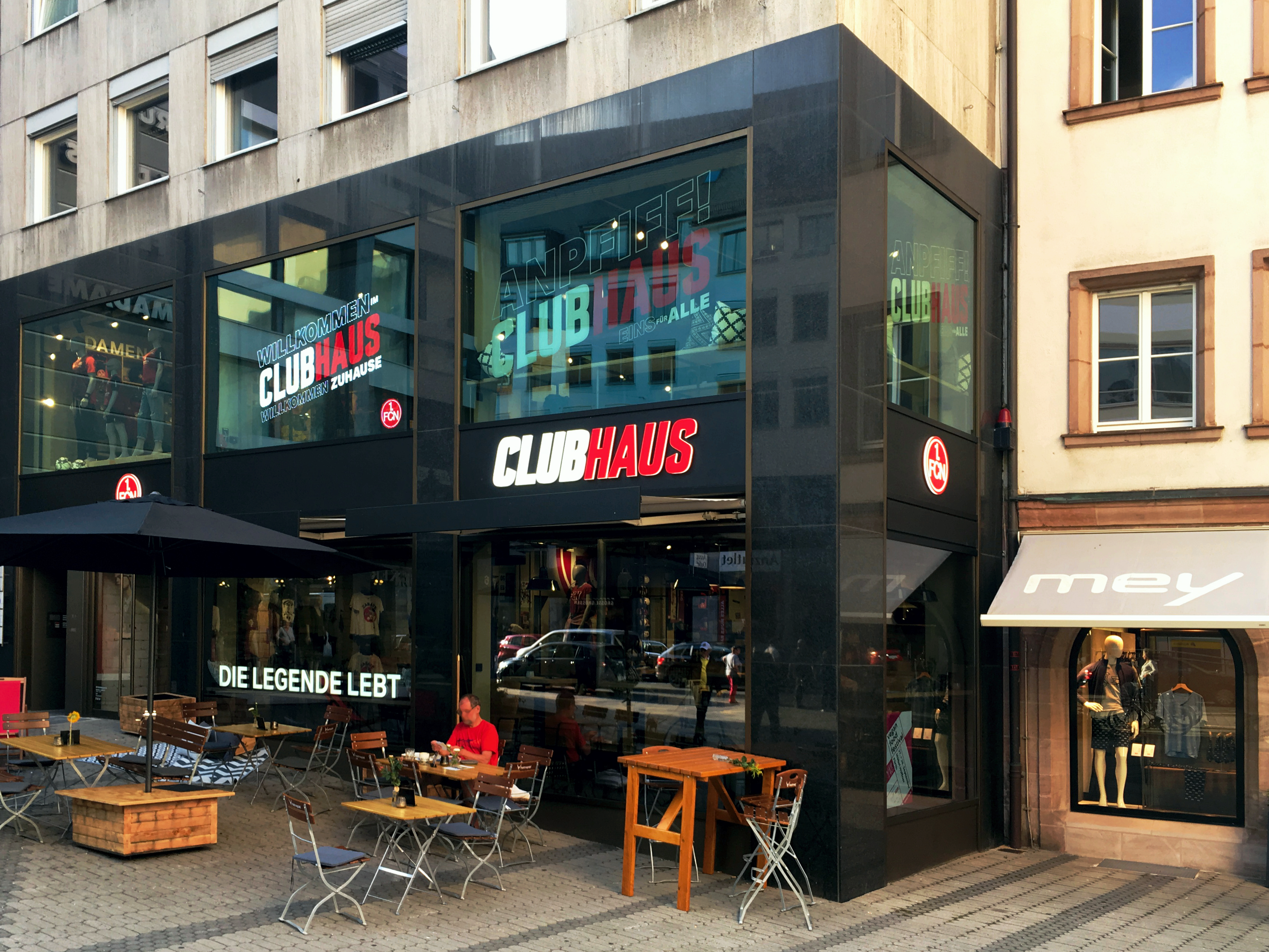
FCN-Fanshop am Josephsplatz in Nürnberg

Ein Fanshop ist eine Einrichtung, in der Artikel verkauft werden, die spezielle Interessenten, hier die Fans, ansprechen. Es gibt verschiedene Arten von Fanshops.

## Standorte
Fanshops ähneln Souvenirgeschäften darin, dass sie häufig in der Nähe von Attraktionen anzutreffen sind. So gibt es zum Beispiel bei Fußballstadien diverse Fußballfanshops, in den Bergen diverse Shops zu Bergprodukten oder in Musikgenre-Gebieten (zum Beispiel bei Konzerten) diverse Shops zu der Musikrichtung.
Fanshops existieren nicht nur als klassische Ladengeschäfte, sondern auch als Onlineshops.

## Produkte
Je nach Art des Fanshops gibt es verschiedene Waren. Normalerweise bietet ein Fanshop unterschiedliche Arten von Merchandising-Artikeln an, es gibt aber auch spezialisierte Geschäfte, zum Beispiel für Aufkleber.
Typische Fan-Artikel sind z. B.:
- Kleidungsstücke (z. B. T-Shirts, Pullover, Polos oder Fanschals)
- Haushaltswaren (z. B. Bedruckte Tassen oder Handtücher)
- Schmuck (z. B. Ketten oder Armbänder)
- Weitere Kleinigkeiten (z. B. Kalender oder Feuerzeuge)

Im Onlinebereich gibt es Anbieter, die solche Shops für Interessenten betreiben, wodurch diese Form einen großen Zuwachs auch unter kleineren Webseiten gefunden hat.